# Panzerregiment 4
Het Panzerregiment 4 was een Duits tankregiment van de Wehrmacht tijdens de Tweede Wereldoorlog.

## Krijgsgeschiedenis

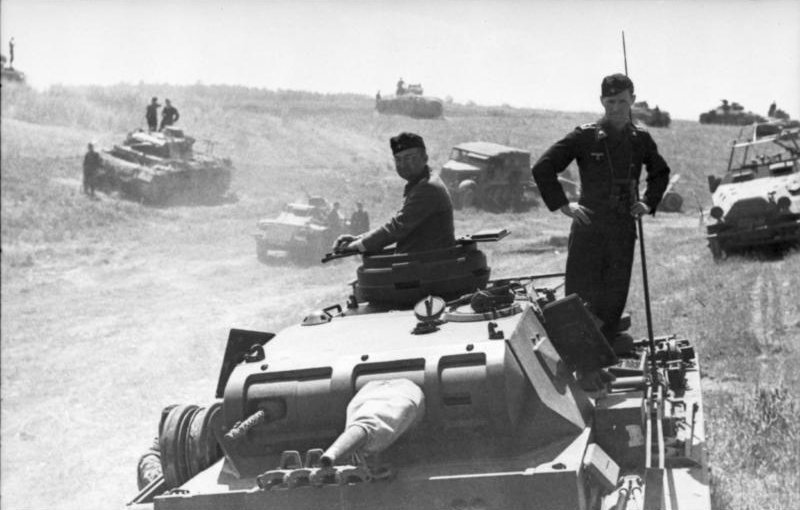
Tanks en andere voertuigen van het regiment bij het begin van de veldtocht tegen de Sovjet-Unie, juni 1941

Panzerregiment 4 werd opgericht op 15 oktober 1934 in Ohrdruf in Wehrkreis IX uit Reiterregiment 12.
Het regiment maakte bij oprichting deel uit van de 2e Pantserdivisie. Vanaf 28 september 1940 ging het regiment over naar de 13e Pantserdivisie.
Vanaf 2 november werd het regiment als Lehr-Panzerregiment 4 naar Roemenië verplaatst en vanaf 28 mei 1941 weer Panzerregiment 4 genoemd bij terugkeer.
Het regiment werd vernietigd eind augustus 1944 in Roemenië.
In november 1944 werd het regiment weer opgericht, uit o.a. Panzerbrigade 110 “Feldherrnhalle”. Het regiment werd ingesloten in Budapest en in februari 1945 vernietigd.
Het regiment werd opnieuw opgericht, maar op 10 maart 1945 omgedoopt in Panzerregiment Feldherrnhalle 2.

## Samenstelling bij mobilisering
- I. Abteilung met 3 compagnieën (1-3)
- II. Abteilung met 3 compagnieën (5, 7, 8)

## Wijzigingen in samenstelling
Op 4 april 1942 werden de zes compagnieën omgenummerd in 1-6.

Op 15 mei 1942 werd III./ Pz.Rgt. 29 overgenomen van de 12e Pantserdivisie en ingevoegd als III.Abt.

Op 28 september 1943 werd I. Abt. omgedoopt worden tot schwere Panzer-Abteilung 507 en verdween daarmee uit het regiment. In december 1943 werd III. Abt. omgedoopt in I. Abt. Deze I.Abt. was echter gedetacheerd voor uitrusting met de Panther.  De I. Abt. werd separaat in Italië ingezet en daar op 12 februari 1945 omgedoopt in I./Pz.Reg.26. Daarop werd de II./Pz.Reg.4 op 27 februari 1945 omgedoopt in I./Pz.Reg.4.

Bij de omdoping van het regiment in maart 1945, ging alleen II./Pz.Reg.4 mee en werd II./Pz.Reg.Feldherrnhalle 2. 

## Opmerkingen over schrijfwijze
- Abteilung is in dit geval in het Nederlands een tankbataljon.
- II./Pz.Rgt. 4 = het 2e Tankbataljon van Panzerregiment 4

## Commandanten
| Rang                                          | Naam                       | Begin             | Eind                |
| --------------------------------------------- | -------------------------- | ----------------- | ------------------- |
| Oberst                                        | Friedrich Kühn             | 15 oktober 1934   | 10 november 1938    |
| Oberst                                        | Johannes Bäßler            | 10 november 1938  | 1 september 1939    |
| Oberstleutnant                                | Hans Voigt                 | september 1939    | 10 juni 1940        |
| Oberstleutnant                                | Ewald Kräber               | 10 juni 1940      | 1 augustus 1940     |
| Oberstleutnant Oberst (vanaf 1 november 1940) | Hans Voigt                 | 1 augustus 1940   | 30 april 1941       |
| Oberst                                        | Dr. Ing. Herbert Olbrich   | 5 juni 1942       | 10 september 1942 † |
| Oberst                                        | Friedrich-Erdmann von Hake | 18 september 1942 | 25 februari 1944    |
| Oberstleutnant                                | Johannes Rohweder          | november 1944     | 10 maart 1945       |

Oberstleutnant Kräber was tijdelijk commandant.

Oberst Olbrich sneuvelde in zijn Befehlspanzer door Sovjet-PaK-vuur bij Mozdok in de Kaukausus.
Panzerregiment 1 · Panzerregiment 2 · Panzerregiment 3 · Panzerregiment 4 · Panzerregiment 5 · Panzerregiment 6 · Panzerregiment 7 · Panzerregiment 8 · Panzerregiment 9 · Panzerregiment 10 · Panzerregiment 11 · Panzerregiment 15 · Panzerregiment 16 · Panzerregiment 17 · Panzerregiment 18 · Panzerregiment 21 · Panzerregiment 22 · Panzerregiment 23 · Panzerregiment 24 · Panzerregiment 25 · Panzerregiment 26 · Panzerregiment 27 · Panzerregiment 28 · Panzerregiment 29 · Panzerregiment 31 · Panzerregiment 33  · Panzerregiment 35 · Panzerregiment 36 · Panzerregiment 39 · Panzerregiment 69 · Panzerregiment 80 · Panzerregiment 100 · Panzerregiment 101 · Panzerregiment 102 · Panzerregiment 116 · Panzerregiment 118 · Panzer-Lehr-Regiment 130 · Panzerregiment 201 · Panzerregiment 202 · Panzerregiment 203 · Panzerregiment 204 · Schweres Panzer-Regiment Bäke · Panzerregiment Brandenburg · Panzerregiment Coburg · Panzerregiment Feldherrnhalle · Panzerregiment Feldherrnhalle 2 · Panzerregiment Hermann Göring · Panzerregiment Großdeutschland · Panzerregiment Kurmark · Panzerregiment von Lauchert · Panzerregiment Major Rettemeier · Fallschirm-Panzerregiment 1 · Fallschirm-Panzerregiment 21 · SS-Panzerregiment 1 LSSAH · SS-Panzerregiment 2 · SS-Panzerregiment 3 · SS-Panzerregiment 5 · SS-Panzerregiment 9 · SS-Panzerregiment 10 · SS-Panzerregiment 11 · SS-Panzerregiment 12